# Torekovs socken
Torekovs socken i Skåne ingick i Bjäre härad, ingår sedan 1971 i Båstads kommun och motsvarar från 2016 Torekovs distrikt.
Socknens areal är 5,42 kvadratkilometer varav 5,41 land. År 2000 fanns här 1 294 invånare.  Tätorten Torekov med  sockenkyrkan Torekovs kyrka ligger i socknen.

## Administrativ historik
Socknen har medeltida ursprung. 
Vid kommunreformen 1862 övergick socknens ansvar för de kyrkliga frågorna till Torekovs församling och för de borgerliga frågorna bildades Torekovs landskommun. Landskommunen uppgick 1952 i Västra Bjäre landskommun som 1971 uppgick i Båstads kommun.
1 januari 2016 inrättades distriktet Torekov, med samma omfattning som församlingen hade 1999/2000.
Socknen har tillhört län, fögderier, tingslag och domsagor enligt vad som beskrivs i artikeln Bjäre härad. De indelta soldaterna tillhörde Norra skånska infanteriregementet, Norra Åsbo kompani.

## Geografi och natur
Torekovs socken omfattar en del av västligaste Bjärehalvön och ön Hallands Väderö. Socknen har skog på ön och odlingsbygd på fastlandet.
Det finns tre naturreservat i socknen. Södra Bjärekusten som delas med Förslövs och Grevie socknar och Bjärekusten som delas med Hovs socken samt Hallands Väderö ingår alla i EU-nätverket Natura 2000.
I kyrkbyn Torekov fanns det förr ett gästgiveri.

## Fornlämningar
Några boplatser från stenåldern är funna samt en gravhög på fastlandet och några gravrösen på Väderön.

## Befolkningsutveckling
Befolkningen ökade från 396 stycken invånare år 1810, till 716 år 1880. Därefter så minskade den med viss variation fram till 1940, då befolkningen var nere till 439 stycken, den lägsta för socknen under 1900-talet. Därefter så ökade folkmängden på nytt till 1 193 invånare 1990. Den stora expansionen ägde rum efter 1980 då folkmängden fortfarande uppgick till 604 invånare.

## Namnet
Namnet skrevs 1489 Torekow och kommer från kyrkbyn. Förleden kan innehålla thora, 'höjd'. Efterleden kan innehålla kova, 'koja, hydda' eller möjligen i betydels 'välvning, hålighet' och då syftande på den lilla bukt orten ligger vid.. Lättare är då att jämföra engelska cove i betydelsen skyddad vik.[källa behövs]